# Мраморен полихрус
Мраморните полихруси (Polychrus marmoratus), наричани също обикновени маймунски гущери, са вид влечуги от семейство Polychrotidae.
Те са гущери, разпространени в горите в северната част на Южна Америка. Достигат 30 до 50 сантиметра дължина и маса около 100 грама, като основният им цвят е кафяв до маслинено сив. Хранят се главно с насекоми, които дебнат в короната на дърветата.